# Thomas de Strickland
 (octobre 2024).
Si vous disposez d'ouvrages ou d'articles de référence ou si vous connaissez des sites web de qualité traitant du thème abordé ici, merci de compléter l'article en donnant les références utiles à sa vérifiabilité et en les liant à la section « Notes et références ».
Thomas John Francis de Strickland, né vers 1679 et décédé le 12 janvier 1740 à Namur (Belgique), est un prêtre catholique anglais. En exil à Rome et diplomate, il est nommé évêque de Namur en 1727, tout en restant engagé dans les tentatives de réconciliation des catholiques anglais (récusants) avec leur gouvernement. 

## Biographie
Quatrième fils de Sir Thomas Strickland de Sizergh et de sa seconde épouse, Winifred Trentham, Thomas est né en Angleterre aux environs de 1682. Fuyant le pays natal lors de la Glorieuse Révolution (1688), ses parents s’installent en France où le jeune Thomas reçoit son éducation. Il est adolescent lorsque son père meurt à Rouen en 1694. Pour ses études, comme beaucoup de jeunes catholiques en exil, il est envoyé au collège anglais de Douai et passe ensuite plusieurs années au séminaire Saint-Grégoire (des anglais) à Paris. Il termine sa formation ecclésiastique par un doctorat en Sorbonne qu’il reçoit en 1712. Il retourne alors en Angleterre. 
Il vit à Londres pendant quelques années, où il tente de réconcilier les catholiques anglais et le gouvernement, mais sans succès. Au contraire, il s’acquit l’inimitié du Vieux Prétendant et de sa cour exilée. Malgré la loyauté séculaire de sa famille envers les Stuarts et l’Église catholique, il fut dénigré comme un ennemi de la foi catholique car perçu comme agent discret du gouvernement anglais auprès du Saint-Siège. Strickland, en retour, dénonce le sectarisme du Prétendant.
En 1727, Strickland est nommé évêque de Namur mais il réside à Rome pendant quelques années en tant qu’agent du gouvernement anglais, et est employé par l’empereur du Saint-Empire romain germanique Charles VI, qui avait une grande estime pour lui et l’envoie en mission en Angleterre, en 1734, dans le but d’entrainer son pays dans une guerre à la France.
Evêque typique d'Ancien Régime, il se fait construirai un somptueux palais épiscopal, par Jean Maljean, qui est également son architecte pour le séminaire de Namur. Il a également en projet la construction d'une nouvelle cathédrale. 
Thomas de Strickland meurt à Namur le 12 janvier 1740. Il est enterré dans la cathédrale Saint-Aubain.